# جيليان ونايت
جيليان ونايت (بالإنجليزية: Gillian Knight)‏ هي مغنية ومغنية أوبرا بريطانية، ولدت في 1 نوفمبر 1934.

## وصلات خارجية
- جيليان ونايت على موقع IMDb (الإنجليزية)
- جيليان ونايت على موقع ميوزك برينز (الإنجليزية)
- جيليان ونايت على موقع ديسكوغز (الإنجليزية)
- جيليان ونايت على موقع قاعدة بيانات الفيلم (الإنجليزية)